# クリス・バリー
クリス・バリー（Chris Barrie、1960年3月28日 - ）はイギリスの役者、コメディアン、ナレーター。クリス・バリーは芸名で本名はクリストファー・ジョナサン・ブラウン（Christopher Jonathan Brown）。
イギリスのコメディドラマを中心に活躍しており、『宇宙船レッド・ドワーフ号』のアーノルド・J. リマー役を演じた事で知られている。

## 来歴

### 生い立ち
1960年3月28日、英軍に勤務する陸軍士官の子として駐留先の西ドイツ・ハノーファー市で生まれ 、幼少期にイギリス本国に戻って北アイルランドで少年時代を過ごした。
メソジスト系の全寮制学校（寄宿学校）を経て、ポリテクニックであるブライトン職業大学校（現在はブライトン大学に再編）に進学して経営学を専攻するが、学位は取得しなかった。ブライトンを離れた後は職を転々とし、やがて物真似芸を披露する芸人としてロンドンの劇場（コメディクラブ）で活動する様になった。その際に本名のクリストファーではなくクリス・バリーという芸名を使い始め、現在に至るまでこの名義で通している。

### テレビドラマ
1983年、BBCのコメディ番組でテレビデビューを果たし、幾つかの番組に出演して同局の制作スタッフであるロブ・グラントとダグ・ネイラーから評価を受けた。1988年、彼らがBBCの新しいSFドラマである『宇宙船レッド・ドワーフ号』を制作する際、主役の一人であるアーノルド・J. リマー役に抜擢され、この当たり役で一気に知名度を上げた。番組自体も質の高いSF設定とブラックジョークの組み合わせから高い評価を受け、8シリーズが制作された。その中でリマー役として活躍を続けたが、例外的に第7シリーズのみレギュラーから外れている。これはアメリカからの仕事のオファーを受けていた為で、出演後に再び第8シリーズで復帰している。
『レッド・ドワーフ号』と平行してBBCが制作したコメディドラマ『The Brittas Empire』(en)に主人公のGordon Wellesley Brittas役として出演、1991年から1997年まで7シリーズが放映されている。日本語化はされていないが、英語圏ではこちらも代表作として有名である。現在でもイギリスではベテランの喜劇役者として出演し、活躍を続けている。2009年4月10日、出世作である『レッド・ドワーフ号』の放送開始20周年記念作品「Red Dwarf: Back to Earth」（第9シリーズ）で10年振りにリマー役を演じた。同エピソードが好評であった事から正式に続編制作が決まり、現在は第10、第11、第12シリーズの制作に参加している。

### 映画・ドキュメンタリー・舞台
主にイギリスのテレビドラマ、それもコメディ作品への出演が中心であるがハリウッド映画への出演経験もある。2001年、元BBC出身のサイモン・ウェスト監督からアクション映画『トゥームレイダー』のオファーを受け、アンジェリーナ・ジョリー演じるララ・クロフトの執事ヒラリー役で出演している。2003年、監督が交代した『トゥームレイダー2』でも同じ役で出演している。
近年はナレーターや司会者としての活動も多く、企業のイベントで進行役として出演したり、チャンネル5で番組ナレーションを務めたりしている。2009年に制作されたナショナルジオグラフィックチャンネルのドキュメンタリー番組『クリス・バリーのイギリスの偉大な機械技術』（Britain's Greatest Machines with Chris Barrie）ではナビゲーターを務めている。
元々は前述の通りコメディアンとして経歴をスタートさせており、現在でも劇場でスタンダップ・コメディを披露する事も多く、1998年には全英ツアーを開催している。

## 出演

### テレビドラマ
| Year      | Title                        | Role                     | Notes          |
| --------- | ---------------------------- | ------------------------ | -------------- |
| 1988-1999 | 『宇宙船レッド・ドワーフ号』 | アーノルド・J. リマー    | 第1-8シリーズ  |
| 1991-1997 | 『The Brittas Empire』       | Gordon Wellesley Brittas |                |
| 2009-     | 『宇宙船レッド・ドワーフ号』 | アーノルド・J. リマー    | 第9-12シリーズ |

### 映画
| Year | Title                 | Role         | Notes |
| ---- | --------------------- | ------------ | ----- |
| 2000 | 『トゥームレイダー』  | 執事ヒラリー |       |
| 2000 | 『トゥームレイダー2』 | 執事ヒラリー |       |

## エピソード
- 妻帯者で二度結婚している。27歳の時に結婚した最初の妻モニカとは長く続かず、3年で離婚している。37歳の時に再婚した現在の妻アレクシーとは子供を二人儲けている。
- 趣味はイギリス製クラシックカーの収集で、MG・MGBやジャガー・XJなどを所有している。